# Autobahnkreuz Saarbrücken
Das Autobahnkreuz Saarbrücken (Abkürzung: AK Saarbrücken; Kurzform: Kreuz Saarbrücken) ist ein Autobahnkreuz im Saarland. Hier kreuzen sich die Bundesautobahn 1 (Heiligenhafen – Hamburg – Köln – Saarbrücken) (Europastraße 422) und die Bundesautobahn 8 (Saarland – Stuttgart – München – Salzburg).

## Geographie
Das Kreuz liegt auf dem Gebiet der Gemeinden Illingen und Heusweiler. Weitere umliegende Städte und Gemeinden sind Merchweiler und Quierschied. Es befindet sich etwa 15 Kilometer nördlich von Saarbrücken, 55 km südöstlich von Trier und rund 15 km westlich von Neunkirchen.
Die A 1 endet, nach etwa 700 km zurückgelegter Strecke, südlich des Autobahnkreuzes im Stadtgebiet von Saarbrücken und geht in die Bundesstraße 268 über.
Das Autobahnkreuz Saarbrücken trägt auf der A 1 die Nummer 143 und auf der A 8 die Nummer 17.

## Ausbauzustand
Die A 1 ist in diesem Bereich, genau wie die A 8, vierstreifig ausgebaut. Alle Überleitungen sind einstreifig.
Das Kreuzungsbauwerk wurde in Form eines angepassten Kleeblatts errichtet.

## Verkehrsaufkommen
Das Autobahnkreuz Saarbrücken wird täglich von etwa 67.000 Fahrzeugen passiert.
| Von                 | Nach                 | Durchschnittliche tägliche Verkehrsstärke | Durchschnittliche tägliche Verkehrsstärke | Durchschnittliche tägliche Verkehrsstärke | Anteil Schwerlastverkehr | Anteil Schwerlastverkehr | Anteil Schwerlastverkehr |
| Von                 | Nach                 | 2005                                      | 2010                                      | 2015                                      | 2005                     | 2010                     | 2015                     |
| ------------------- | -------------------- | ----------------------------------------- | ----------------------------------------- | ----------------------------------------- | ------------------------ | ------------------------ | ------------------------ |
| AS Illingen (A 1)   | AK Saarbrücken       | 30.700                                    | 32.900                                    | 31.500                                    | 04,8 %                   | 07,0 %                   | 08,4 %                   |
| AK Saarbrücken      | AS Quierschied (A 1) | 16.100                                    | 16.500                                    | 18.900                                    | 04,9 %                   | 04,8 %                   | 05,4 %                   |
| AS Heusweiler (A 8) | AK Saarbrücken       | 34.600                                    | 31.400                                    | 36.400                                    | 12,0 %                   | 07,5 %                   | 13,0 %                   |
| AK Saarbrücken      | AS Merchweiler (A 8) | 49.800                                    | 48.900                                    | 47.100                                    | 13,3 %                   | 12,3 %                   | 11,3 %                   |

## Trivia
Das Autobahndreieck zwischen der Bundesautobahn 6 und der Bundesautobahn 620 im Süden der Stadt heißt ebenfalls Saarbrücken.